# آيت او مناصف (سيدي الغندور)
آيت او مناصف هي إحدى مشيخات المملكة المغربية، تتبع جغرافيا لإقليم الخميسات وإداريًا لسيدي الغندور. يقدر عدد سكانها بـ 10137 نسمة حسب الإحصاء الرسمي للسكان والسكنى لسنة 2004.